# あ단
あ단(あ段 아단[*])은 오십음도에서 가장 첫 번째 단(제1단)이다.  あ, か, さ, た, な, は, ま, や, ら, わ로 구성된다. 어떤 음에도 모음 /a/가 포함된다.